# بول وتون
بول وتون  (بالإنجليزية: Paul Wotton)‏ (17 أغسطس 1977 بليموث المملكة المتحدة - ) هو لاعب كرة قدم بريطاني يلعب كلاعب وسط.

## روابط خارجية
- بول وتون على موقع قاعدة بيانات كرة القدم.إي يو (الإنجليزية)
- بول وتون على موقع Soccerbase.com (لاعب) (الإنجليزية)
- بول وتون على موقع عالم كرة القدم.نت (الإنجليزية)